# Max Lesmüller

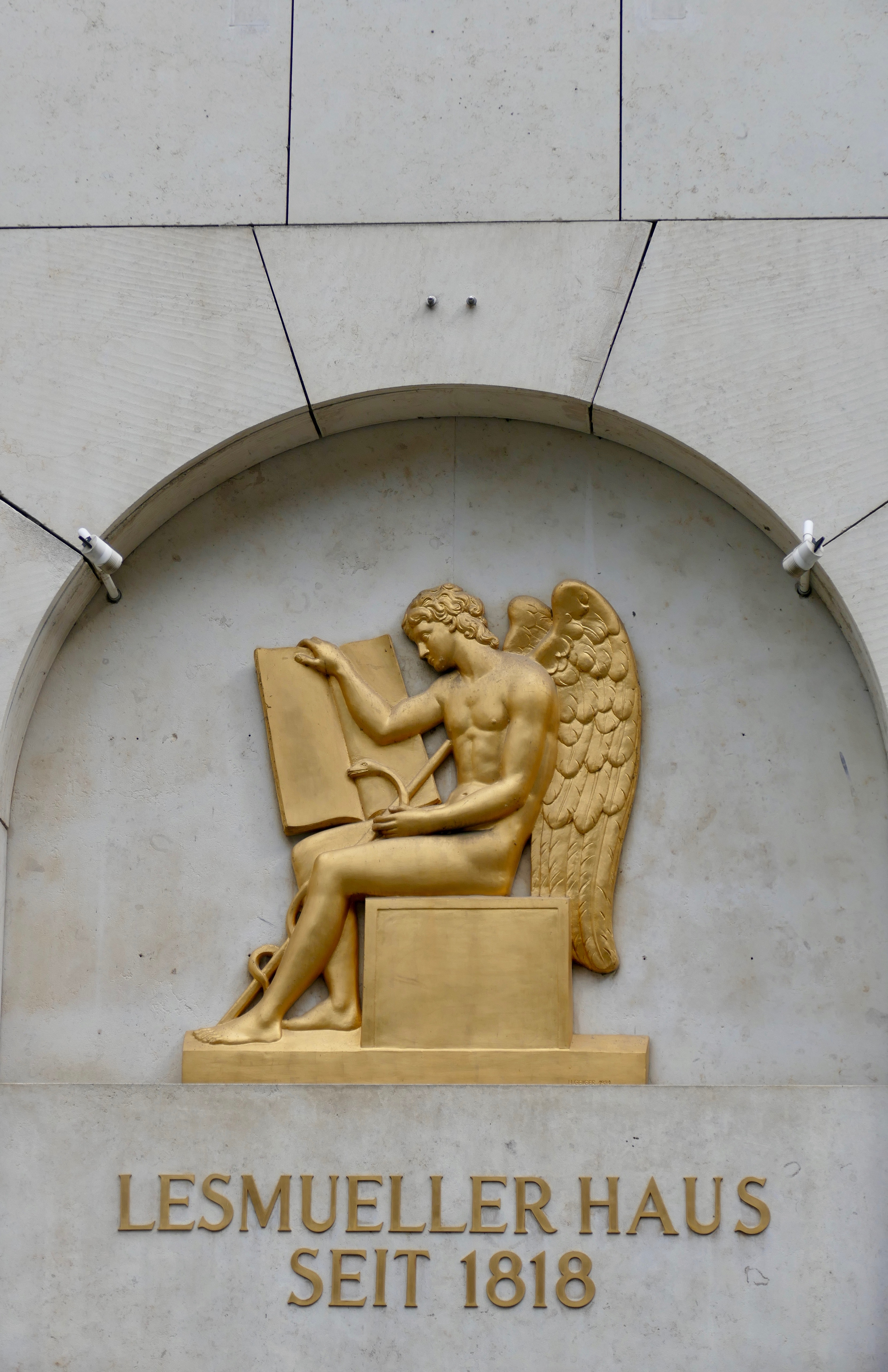
Emblem am Lesmüllerhaus, Theatinerstraße 45 in München

Max Lesmüller (* 27. April 1874 in München; † 29. Januar 1952 ebenda) war ein deutscher Apotheker.

## Leben
Lesmüller war der Enkel des Apothekers Johann Gregor Lesmüller (1791–1841), dem Besitzer der noch heute existierenden Engel-Apotheke in München. Seine Mutter war Theresia Lesmüller, geborene Mayerle. Er besuchte das Ludwigsgymnasium und absolvierte ein Praktikum an der königlichen Hofapotheke unter Max Pettenkofer. Er studierte an der Ludwig-Maximilians-Universität München und legte 1900 das Staatsexamen ab. 1902 übernahm er die väterliche Apotheke zunächst als Pächter, er kaufte sie 1907. Im Ersten Weltkrieg diente er als Stabsapotheker und war Vorstand des Sanitätskorps des I. Königlich Bayerischen Armee-Korps. Lesmüller übernahm ab 1905 Funktionen in den Apotheker-Standesvertretungen. So wurde er 1932 Präsident der Bayerischen Landes-Apothekerkammer, deren Vizepräsidentschaft er seit 1928 innegehabt hatte. 1933 wurde er als Präsident abgesetzt. Nach Ende des Zweiten Weltkriegs wurde er von der US-amerikanischen Besatzung kommissarisch wieder in das Amt eingesetzt. 1948 wurde unter seiner Leitung die „Arbeitsgemeinschaft der Apothekerkammern des Vereinigten Wirtschaftsgebiets“ gegründet. Er war zudem Vorsitzender des Verwaltungsrats des Deutschen Apothekenmuseums in Heidelberg. Mit 78 Jahren gestorben, wurde Lesmüller auf dem Waldfriedhof (München) beigesetzt. Die Engel-Apotheke übergab er 1948 an seinen Neffen und Adoptivsohn August Lesmüller. Dessen Ehefrau Anni Lesmüller, ehemalige Schulleiterin des Städtischen Luisengymnasiums,  gründete 1997 die Dr. August und Dr. Anni Lesmüller-Stiftung zur Förderung der pharmazeutischen Wissenschaften.

## Ehrungen
- Lesmüller wurde mit dem Titel „Pharmazierat“ auf Lebenszeit ausgezeichnet.
- 1949 stiftete die Arbeitsgemeinschaft der Apotherkammern des Vereinigten Wirtschaftsgebietes aus Anlass von Lesmüllers 75. Geburtstag die Lesmüller-Medaille, die inzwischen von der Bundesapothekerkammer während des Deutschen Apothekertags verliehen wird.[6] Lesmüller war der erste Inhaber der Medaille.[7]
- An bayerische Apotheker wird der „Lesmüller-Ring“ verliehen.